# Miss Misery
Miss Misery è un brano musicale del cantautore statunitense Elliott Smith. Apparsa nei titoli di coda e nella colonna sonora del film Will Hunting - Genio ribelle del 1997, la canzone fu tra quelle nominate all'Oscar durante la premiazione del 1998.
Una prima versione del brano musicale, con testo differente, fu registrata al Jackpot! Recording Studio all'inizio del 1997 e fu inserita nella compilation New Moon del 2007. Nello stesso studio di registrazione fu realizzata anche la versione della colonna sonora del film.

## Esecuzioni
Il 5 marzo 1998, Elliott Smith fece un'apparizione al talk show Late Night with Conan O'Brien, eseguendo il brano in un assolo con la chitarra acustica.
Il 23 marzo 1998, Smith eseguì una versione ridotta della canzone durante la 70ª cerimonia di premiazione degli Oscar, accompagnato dall'orchestra. Dopo l'inaspettata candidatura all'Oscar della canzone, Smith dovette essere convinto dai produttori per realizzare un'esecuzione durante la cerimonia, dal momento che, almeno inizialmente, non era intenzionato a farlo: lo informarono che la sua canzone sarebbe stata suonata in diretta televisiva quella sera, che fosse lui a eseguirla o un altro musicista scelto da loro. Si ritiene anche che gli sia stato impedito di eseguire la canzone seduto su una sedia, come nel suo stile. Smith descrisse questa sua esperienza come "surreale" e "ridicola":
(Elliott Smith)
Quando annunciò My Heart Will Go On come canzone vincitrice, Madonna sarcasticamente esclamò, "What a shocker!"; successivamente rivelò di aver ammirato molto Elliott Smith.
Sebbene abbia eseguito Miss Misery in diverse occasioni durante la sua carriera, Smith evitò spesso di suonarla e di parlarne. Non era pressantemente richiesta a differenza di altre sue canzoni e in un'occasione la dedicò al pubblico.